# Viniegra de Arriba
Viniegra de Arriba tỉnh và cộng đồng tự trị La Rioja, phía bắc Tây Ban Nha. Đô thị này có diện tích là 38,46 ki-lô-mét vuông, dân số năm 2009 là 46 người với mật độ 1,2 người/km². Đô thị này có cự ly 72 km so với Logroño.